# Équemauville
Équemauville – miejscowość i gmina we Francji, w regionie Normandia, w departamencie Calvados.
Według danych na rok 1990 gminę zamieszkiwało 1227 osób, a gęstość zaludnienia wynosiła 205 osób/km² (wśród 1815 gmin Dolnej Normandii Équemauville plasuje się na 185. miejscu pod względem liczby ludności, natomiast pod względem powierzchni na miejscu 800.).